# VEF I-16
Il VEF I-16 era un da caccia monomotore ad ala bassa realizzato dall'azienda lettone Valsts Elektrotehniskā Fabrika (VEF) nel 1939 e rimasto allo stadio di prototipo.
Destinato ad equipaggiare i reparti della Latvijas Gaisa spēki, l'aeronautica militare della Lettonia, non venne adeguatamente sviluppato a causa dell'annessione della nazione all'Unione Sovietica.

## Storia del progetto
Progettato dall'ingegnere Kārlis Irbītis lo sviluppo fu interrotto a seguito dell'occupazione sovietica della Lettonia e del conseguente allontanamento del personale della VEF. In seguito, durante la seconda guerra mondiale, grazie all'avanzata verso est dell'esercito tedesco, la Luftwaffe riuscì a catturare l'unico esemplare realizzato usandolo in prove di volo per saggiarne le caratteristiche.

## Tecnica
Il velivolo era un monoplano dalla fusoliera caratterizzata da un abitacolo di pilotaggio, dotato di un tettuccio a bolla, piuttosto arretrato. Anteriormente era installato il motore, il cecoslovacco Walter Sagitta dodici cilindri a V invertita, sul quale era callettata un'elica bipala. Posteriormente terminava in un grande piano di coda con classico impennaggio monoderiva.
L'ala bassa montata a sbalzo presentava alle sue estremità una forma arrotondata ed alla quale era collegato il carrello d'atterraggio fisso completamente carenato con configurazione tricicla posteriore con ruotino d'appoggio, anch'esso carenato.
Nelle versioni di serie era previsto un carrello anteriore completamente retrattile e l'installazione di due mitragliatrici Browning .303 da 7,7 mm sulla fusoliera più altre due opzionali sotto ciascuna ala.

## Utilizzatori
Germania
- Luftwaffe

il prototipo venne requisito dalle truppe della Wehrmacht ed utilizzato in prove di valutazione comparative.
 Lettonia
- Latvijas Gaisa spēki

il prototipo venne dipinto con livrea lettone ed utilizzato durante le prove di volo nella sua fase di sviluppo.